# 斯塔福德 (堪薩斯州)
斯塔福德（英語：Stafford）是一個位於美國堪薩斯州斯塔福德縣的城市。

## 地方資料
根據2020年美國人口普查的數據，斯塔福德的面積為2.37平方千米，當中陸地面積為2.37平方千米，而水域面積為0.00平方千米。當地共有人口959人，而人口密度為每平方千米404.64人。